# Орелович, Соломон Лазаревич
Соломо́н (Семён) Ла́заревич Орело́вич (18 мая 1902, Гродно — 7 сентября 1937, Киев) — советский организатор кинопроизводства, директор Московской кинофабрики (1931—1933), директор Киевской киностудии (1930—1931, 1936—1937), работник органов государственной безопасности.

## Биография
Родился в Гродно в семье владельца бакалейной лавки. Окончил хедер в Гродно и 5 классов гимназии в городе Валуйки Воронежской губернии, куда семья была выслана в 1914 году.
В 1919—1920 годах на подпольной работе в Гродно — организатор ячейки Коммунистического Союза Молодежи (КСМ), затем секретарь Гродненского горкома (по другим данным — губкома) КСМ. В 1920—1921 годах на службе в РККА. В апреле 1921 года вступил в РКП(б).
С апреля 1921 года на работе в органах государственной безопасности — секретарь подотдела ВУЧК в Харькове. В 1921—1922 годах — сводчик секретно-оперативной части, начальник информационного отдела ВУЧК-ГПУ УССР. В 1922—1923 годах — секретарь экономического отдела ГПУ УССР. В 1923—1924 годах – старший оперуполномоченный политконтроля ГПУ УССР. В ноябре 1924 года был уволен из ГПУ УССР по болезни и направлен на руководящую работу в кинематографии.
В 1924—1927 годах — директор Ялтинской кинофабрики Всеукраинского фотокиноуправления (ВУФКУ). В 1927—1928 годах — директор производственной части ВУФКУ. В 1928—1930 годах — директор Одесской кинофабрики ВУФКУ. В октябре 1930 года вместе с Александром Довженко и Даниилом Демуцким направлен за границу «для организации изучения новейших достижений в кинопроизводстве, особенно в звуковом кино и для выполнения целого ряда иных заданий». В 1930—1931 годах — директор Киевской кинофабрики.
С 1931 года — директор Московской кинофабрики «Союзкино». Член центрального бюро АРРК (1932). Поддержал работу над «джаз-комедией» Григория Александрова «Весёлые ребята», отметив на обсуждении сценария, что это «глубокая разведка в область комедийного жанра».
В августе 1933 года возвращён на работу в органы государственной безопасности. С августа 1933 по июль 1934 года — заместитель начальника отдела резервов ОГПУ (Харьков), с июля 1934 по январь 1935 года — заместитель начальника отдела резервов НКВД УССР (Киев), с января 1935 по 15 августа 1936 года — заместитель начальника Управления мест заключения НКВД УССР.
Затем снова направлен в кинематографию директором Киевской киностудии «Украинфильм». Провёл на ней ряд реорганизационных мероприятий.
17 июля 1937 года арестован как «участник заговора» в НКВД УССР, 7 сентября в «особом порядке» приговорён в Киеве к расстрелу и казнён. Реабилитирован 6 октября 1956 года.

## Семья
- Жена — Екатерина Осиповна Шульман (1901—1993).
  - Сын — Леонид Семёнович Орелович (1925—2000), инженер-электрик, изобретатель.
    - Внук — Олег Леонидович Орелович (род. 1954), инженер в области нанотехнологий.
    - Внучка — Марина Леонидовна Казанкова (урождённая Орелович, род. 1960), журналист.
      -         - Правнучка — Екатерина Владиславовна Карпова (Казанкова, род. 1997), журналист.